# Gwak Dong-han

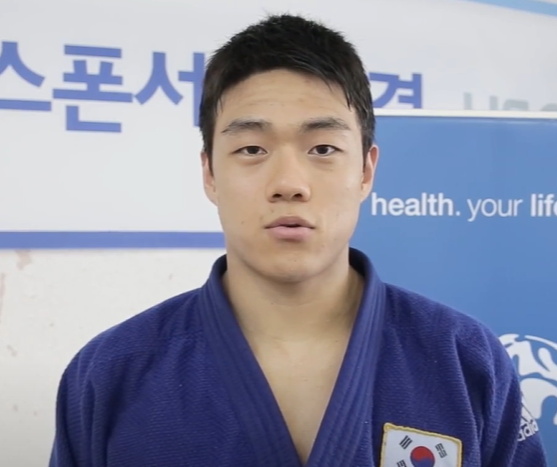
Gwak Dong-han, 2016

Gwak Dong-han (* 20. April 1992 in Pohang) ist ein südkoreanischer Judoka. Er war Olympiadritter 2016 und Weltmeister 2015 im Mittelgewicht, der Gewichtsklasse bis 90 Kilogramm.

## Sportliche Karriere
Der 1,83 m große Gwak Dong-han erreichte 2013 das Finale bei den Asienmeisterschaften und erhielt die Silbermedaille nach seiner Finalniederlage gegen den Japaner Shohei Shimowada. Im gleichen Jahr siegte er bei der Universiade in Kasan. Ende 2013 gewann er erstmals das Grand-Prix-Turnier in Jeju, 2014 und 2015 folgten weitere Siege bei diesem Turnier. Bei den Asienspielen 2014 in Incheon erkämpfte Gwak eine Bronzemedaille. Ende 2014 gewann er das Grand-Slam-Turnier in Tokio, Anfang 2015 die European Open in Warschau. Im April 2015 besiegte er im Finale der Asienmeisterschaften in Kuwait den Japaner Daiki Nishiyama. Anfang Juli bezwang er im Finale der Universiade in Gwangju den Russen Chussein Chalmursajew. Bei den Weltmeisterschaften 2015 in Astana bezwang Gwak im Viertelfinale den Georgier Warlam Liparteliani und im Halbfinale den Tadschiken Komronschoh Ustopirijon. Im Finale siegte er über den Russen Kirill Denissow.
Bei den Olympischen Spielen 2016 in Rio de Janeiro besiegte Gwak in seinem ersten Kampf den Chilenen Thomas Briceño nach 1:46 Minuten. Im Achtelfinale schlug er Popole Misenga aus dem Refugee Olympic Team nach 4:01 Minuten. Gegen Mammadali Mehdiyev aus Aserbaidschan endete der Kampf nach 4:34 Minuten. Auch das Halbfinale endete vorzeitig, nach 2:15 Minuten hatte Warlam Liparteliani den Kampf durch Ippon nach einem Uchi-mata beendet. Den Kampf um Bronze gegen den Schweden Marcus Nyman gewann Gwak nach 2:31 Minuten.
Im Mai 2017 belegte Gwak Dong-han den fünften Platz bei den Asienmeisterschaften. Bei der Universiade in Taipeh gewann Gwak im August 2017 seinen dritten Universiadetitel. Zehn Tage später unterlag er bei den Weltmeisterschaften in Budapest im Viertelfinale dem Slowenen Mikael Özerler. Mit Siegen über den Mongolen Altanbagana Gantulga und den Ungarn Krisztián Tóth erkämpfte sich Gwak eine Bronzemedaille. Bei den Asienspielen 2018 besiegte Gwak im Halbfinale den Japaner Mashu Baker, im Finale siegte er gegen den Mongolen Altanbagana Gantulga. Bei den Weltmeisterschaften in Baku schied er frühzeitig gegen den Franzosen Axel Clerget aus. 2019 siegte er beim Grand Slam in Paris. Bei den Asien- und Ozeanien-Meisterschaften belegte er 2019 den fünften Platz. Vier Monate später unterlag er im Achtelfinale der Weltmeisterschaften in Tokio dem Niederländer Noël van ’t End. Ebenfalls im Achtelfinale schied Gwak bei den Olympischen Spielen in Tokio aus, wo er gegen den Deutschen Eduard Trippel verlor.